# بغسدن (بيدفوردشير)
بغسدن (بالإنجليزية: Pegsdon)‏ هي قرية تقع في المملكة المتحدة في شرق انجلترا.